# Flower (canción de Jisoo)
«Flower» (en hangul: 꽃) es el primer sencillo en solitario de la cantante surcoreana y miembro de Blackpink, Jisoo, que fue lanzado el 31 de marzo de 2023 a través de YG Entertainment e Interscope Records. La canción corresponde al título principal de su álbum sencillo debut titulado Me. Es una canción que incorpora melodías tradicionales coreanas y elementos caribeños, con letras sobre cómo superar una relación tóxica. Fue escrito por Vince, Teddy Park, Kush y VVN, y compuesta por Kush, VVN y 24, quien también se encargó de la producción.

## Antecedentes y lanzamiento
Tras el lanzamiento del sencillo en solitario de las demás miembros de Blackpink, la canción en solitario de Jennie, «Solo» (2018), el álbum sencillo en solitario de Rosé, -R- (2021) y el álbum sencillo en solitario de Lisa, Lalisa (2021), la atención se centró en Jisoo como en la última miembro de Blackpink en debutar como solista. El 2 de enero de 2023, YG Entertainment confirmó que Jisoo estaba en el proceso de grabar música para su álbum sencillo y había terminado de filmar las sesiones de fotos de la portada del álbum. El 21 de febrero, la agencia reveló que la filmación de su video musical estaba en proceso en un lugar ultrasecreto en el extranjero, con el presupuesto de producción más alto que jamás hayan invertido en un video musical de Blackpink. El 5 de marzo, se subieron teasers a las cuentas de redes sociales de Blackpink, confirmando que su proyecto se lanzaría el 31 de marzo de 2023. El 19 de marzo, se confirmó que el sencillo principal del álbum sería «Flower» con un teaser que incluye el título escrito en hangul en forma de flor. El 28 de marzo, se lanzó el teaser del video musical de la canción.
«Flower» fue lanzado para descarga digital y streaming, como el sencillo principal del álbum Me el 31 de marzo de 2023 por YG Entertainment.

## Composición y letras
«Flower» fue escrita por Vince, Teddy, Kush y VVN, y compuesta por estos dos últimos junto con 24, quienes también se encargaro de la producción. Es una canción dance, pop  y trap que incorpora melodías tradicionales coreanas y elementos caribeños. Se caracteriza por un sonido de bajo distintivo, arreglos mínimos y letras poética.
La palabra «Flower» (en español: Flor) se usó como metáfora para describir la angustia de la cantante. Su letra habla de superar una relación tóxica, «dejando atrás nada más que el olor de una flor».
En términos de notación musical, la canción fue escrito en la tonalidad La menor y tiene un tempo de 124 pulsaciones por minuto.

## Historial de lanzamiento
| País   | Fecha               | Formato                       | Sello                                |
| ------ | ------------------- | ----------------------------- | ------------------------------------ |
| Varios | 31 de marzo de 2023 | CD Descarga digital streaming | YG Entertainment, Interscope Records |